# Таджикский технический университет имени М. Осими

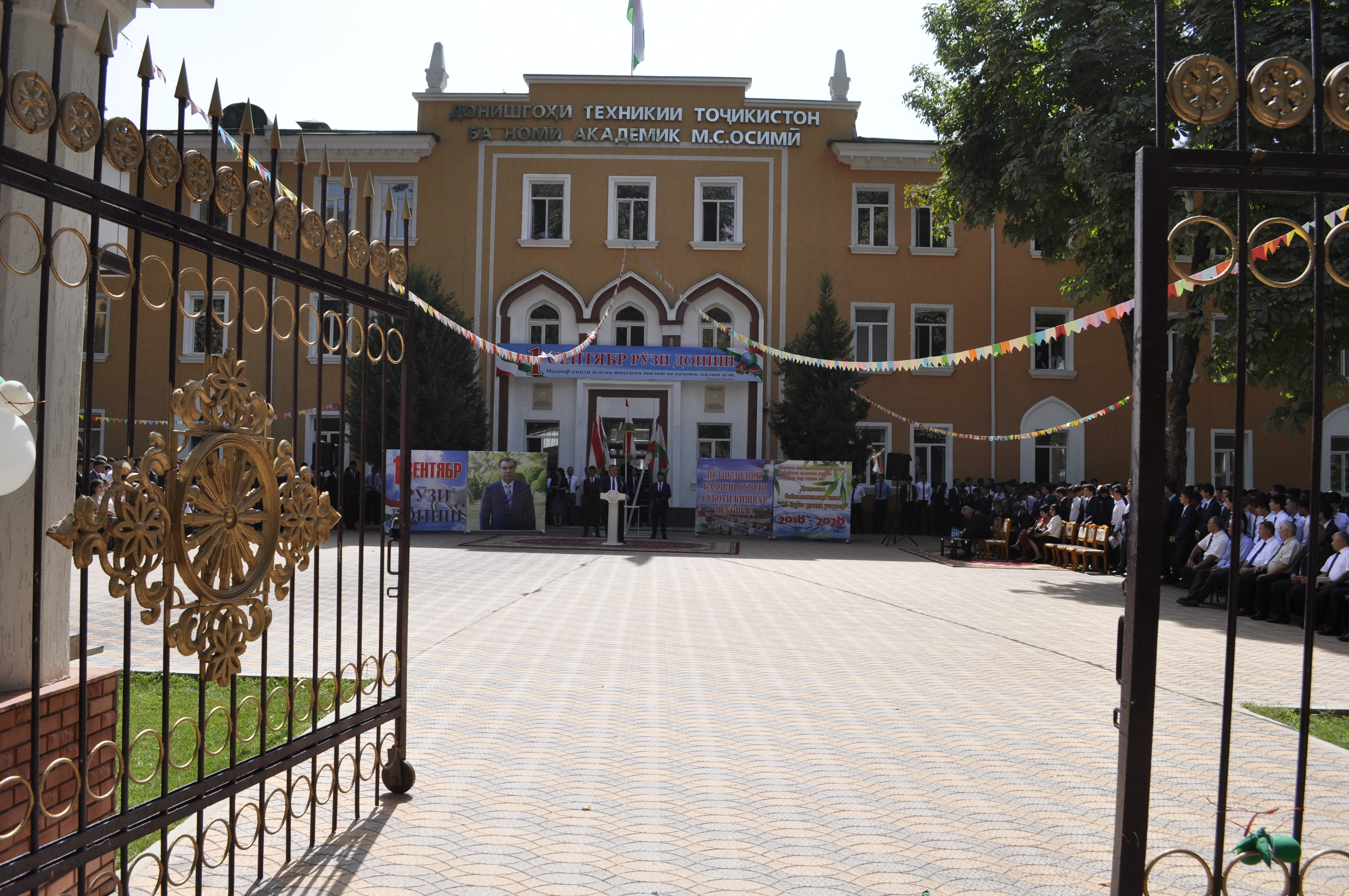

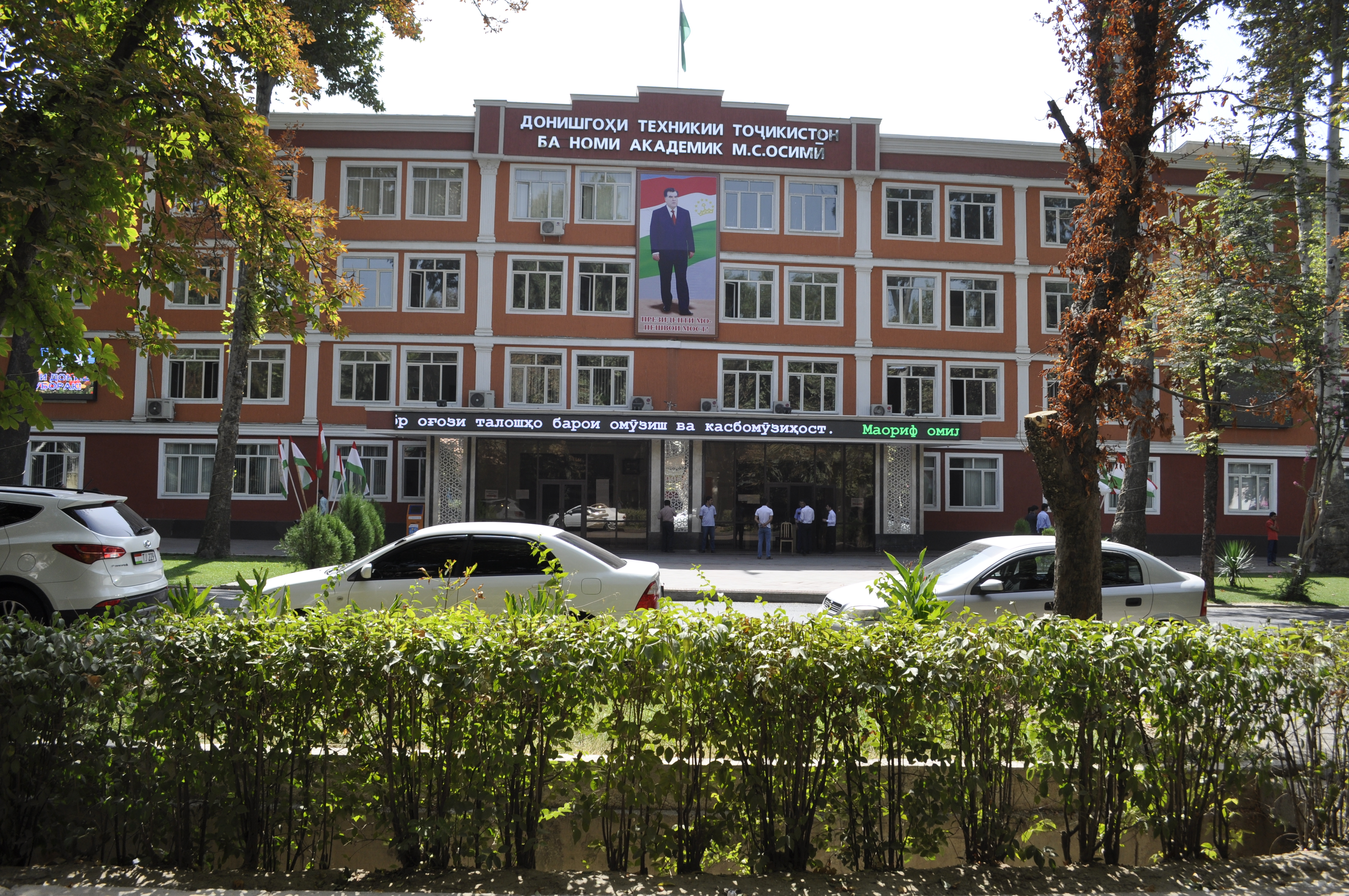

Таджикский технический университет имени академика М. С. Осими (тадж. Донишгоҳи техникии Тоҷикистон ба номи академик М. С. Осимӣ) — высшее учебное заведение Республики Таджикистан. Расположен в г. Душанбе. Пользуется статусом государственного высшего учебного профессионального заведения Республики Таджикистан. Обучение студентов в вузе осуществляется на бюджетной и договорной основе по 83 специальностям. В настоящее время насчитывает более 12 тыс. студентов, около 800 преподавателей (2021). Ректор — доктор экономических наук, профессор Давлатзода Кудрат Камбар.

## История
Основан в 1956 году как Таджикский политехнический институт. В апреле 1992 года переименован в Таджикский технический университет. В 1997 году по распоряжению Совета Министров Таджикистана университету было присвоено имя первого его ректора, академика Академии наук Таджикистана Мухаммада Сайфитдиновича Осими. Тогда же были основаны три факультета: энергетики, технологии, строительства, на которых учились около 200 студентов и 8 кафедр.
В 1980 году в городе Худжанде был открыт филиал ТПИ, который в 2010 году стал самостоятельным филиалом при Таджикском техническом университете имени М. Осими.
В 1996 году в ТТУ им. М. Осими были образованы факультет инженерного бизнеса и менеджмента и в 2005 году факультет информационных технологий и коммуникаций. В университете проводится обучение по 55 специальностям. На 50 кафедрах университета работают около 500 профессоров и преподавателей.
За время своей деятельности ТТУ им. М. Осими подготовил более 45 тысяч специалистов с высшим образованием, которые трудятся во многих странах СНГ и мира.
Около 50 % преподавателей университета с учёными степенями и званиями, среди них действительные члены и члены-корреспонденты отраслевых, республиканских и международных Академий, члены-корреспонденты Академии наук РТ.
С 1978 года в университете осуществляется подготовка инженерных кадров для стран Дальнего зарубежья. Около 600 выпускников ТТУ им. акад. М. Осими работают инженерами, архитекторами в Индии, Лаосе, Афганистане, Непале, Бангладеш, Сирии, Йемене, Египте, Гвинеи, Мозамбик, Болгарии. В настоящее время в ТТУ им. акад. М. Осими проходят подготовку студенты из Индии, Бангладеш, Пакистана, Афганистана и Мавритании.

## Структура
В структуру университета входят 8 факультетов:
- Энергетический
- Информационно-коммуникационных технологий
- Инновационных технологий
- Строительства и архитектуры
- Транспорта
- Менеджмента и транспортных коммуникаций
- Совместный Инженерно-технический факультет БНТУ — ТТУ

Также в структуру университета входят: Политехнический институт Таджикского технического университета имени академика М. С. Осимӣ в городе Худжанде, технический колледж в г. Душанбе и технический лицей